# (474077) 2016 JP32
(474077) 2016 JP32 es un asteroide perteneciente al cinturón de asteroides, descubierto el 14 de julio de 1999 por el equipo del Lincoln Near-Earth Asteroid Research desde el Laboratorio Lincoln, Socorro, Nuevo México.

## Designación y nombre
Designado provisionalmente como 2016 JP32.

## Características orbitales
2016 JP32 está situado a una distancia media del Sol de 2,639 ua, pudiendo alejarse hasta 3,350 ua y acercarse hasta 1,929 ua. Su excentricidad es 0,269 y la inclinación orbital 15,03 grados. Emplea 1566 días en completar una órbita alrededor del Sol.

## Características físicas
La magnitud absoluta de 2016 JP32 es 16,713.